# 貝里斯—美國關係
伯利兹与美国之间的关系历来密切而友好。美国是伯利兹的主要贸易伙伴和主要投资资金来源。它也是伯利兹以外最大的伯利兹社区的所在地，估计有7万人。由于伯利兹的经济增长和随之而来的民主政治稳定是美国的重要目标，伯利兹受益于美国的加勒比盆地倡议。伯利兹是中美洲唯一一个从未接受过美国总统访问的国家。

## 历史

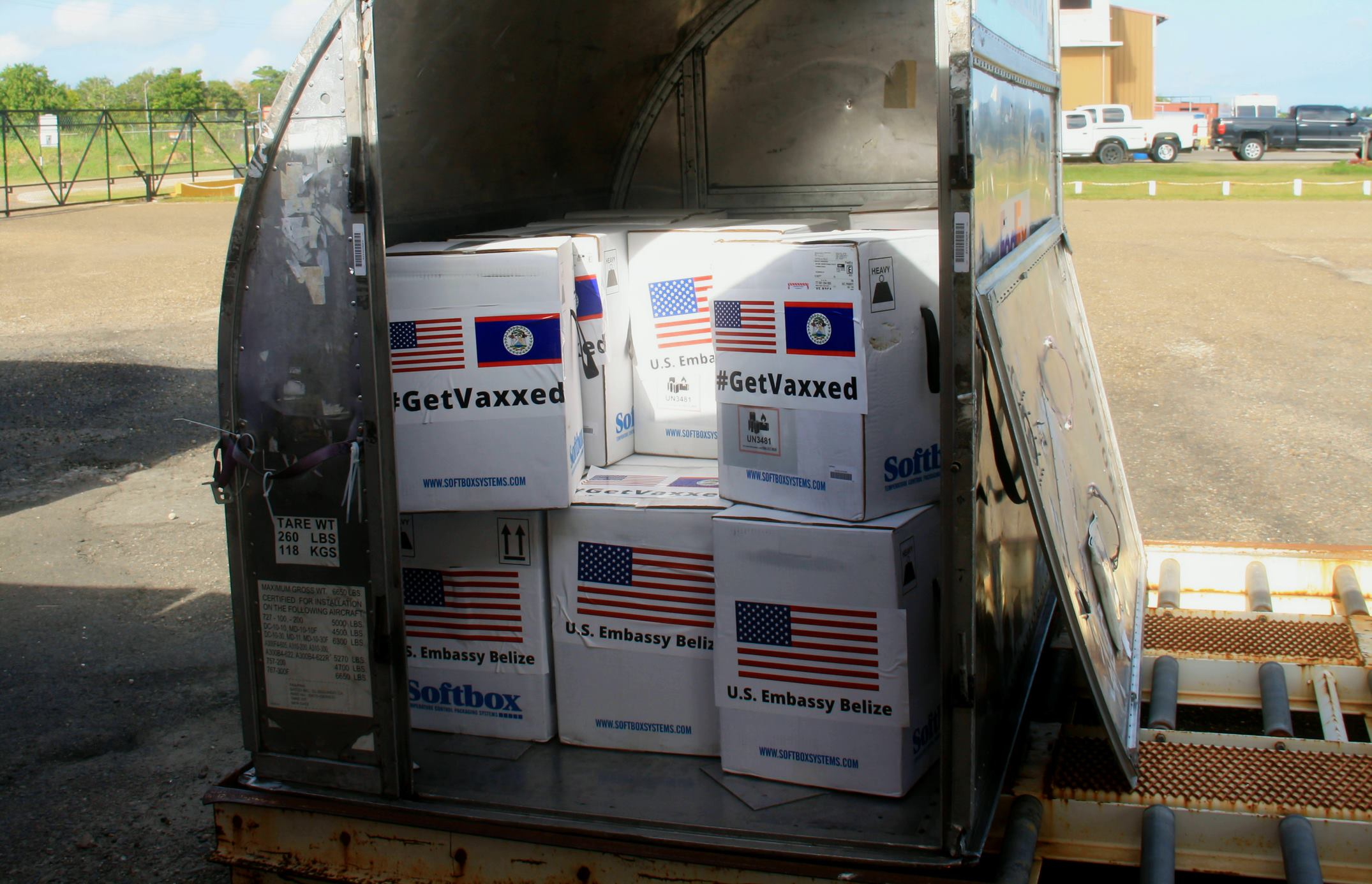
2021，作为COVAX计划的一部分，美国推出了辉瑞公司的冠状病毒疫苗。

国际犯罪问题是美国和伯利兹双边关系的主要议程。美国正在与伯利兹政府密切合作，打击非法毒品贸易，两国政府都试图控制非法移民通过伯利兹流入美国。伯利兹和美国在2001年至2003年期间实施了一项被盗车辆条约、一项引渡条约和一项司法协助条约。
美国是伯利兹最大的经济援助提供者，在各种双边经济和军事援助中提供了250万美元。美国国际开发署于1996年8月关闭了其伯利兹办事处，此前该署开展了一项为期13年的计划，向伯利兹提供了价值1.1亿美元的发展援助。伯利兹仍然受益于美国国际开发署的地区项目。此外，自1962年以来，和平队志愿者一直在伯利兹服役。直到2002年底，美国之音在蓬塔戈尔达运营了一个中波无线电中继站，向洪都拉斯、危地马拉和萨尔瓦多等邻国广播。美国军方在伯利兹有一个多样化和不断增长的援助计划，包括建造和翻修几所学校和青年旅舍、医疗援助计划和减少毒品计划。北美私人投资者继续在伯利兹经济中发挥着关键作用，特别是在旅游部门。

## 美国主要官员
- 临时代办——基思·R·吉尔吉斯[2]
- 代表团副团长——伦纳德·希尔
- 经济/政治官员——托马斯·怀斯
- 领事代理——金伯利·巴尔德斯·达佩纳
- 管理人员——空缺
- 军事联络官——塔米·麦克恩·阿马拉

## 外交代表机构
美国大使馆位于贝尔莫潘。

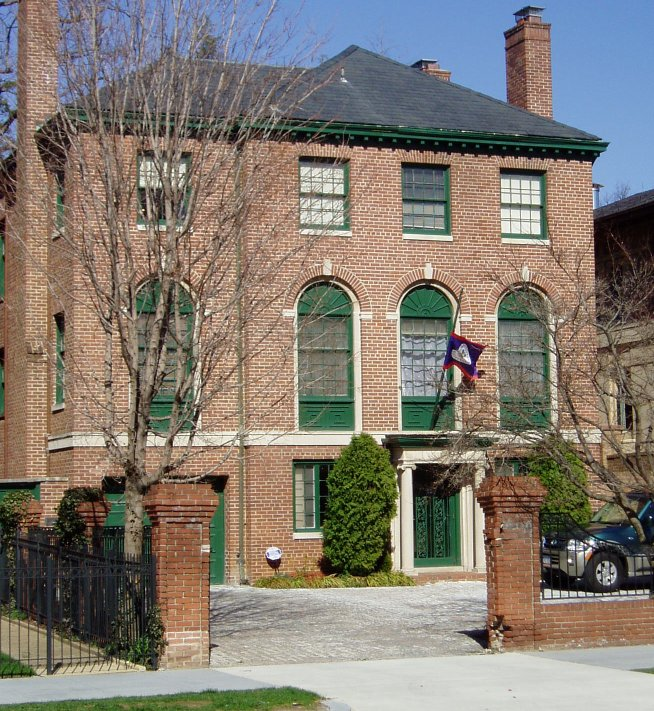
伯利兹驻华盛顿大使馆

伯利兹驻华盛顿大使馆位于华盛顿特区西北马萨诸塞大道2535号，大使馆街附近。大使是丹尼尔·古铁雷斯。

## 拓展阅读
- “Belizeans.” Encyclopedia of Chicago History (2005)
- Babcock, Elizabeth Cooling. "The transformative potential of Belizean migrant voluntary associations in Chicago." International Migration 44.1 (2006): 31–53.
- Leonard, Thomas, et al. Encyclopedia of US-Latin American relations (3 vol. CQ Press, 2012). excerpt （页面存档备份，存于） !:70-73.

- Stabin, Tova. "Belizean Americans." Gale Encyclopedia of Multicultural America, edited by Thomas Riggs, (3rd ed., vol. 1, Gale, 2014), pp. 289–299. online
- Straughan, Jerome F. Belizean Immigrants in Los Angeles (University of Southern California, 2004).